# Куркен, Альбер
Альбер Куркен (фр. Albert Courquin; 1875, Лилль — ?) — французский стрелок, призёр летних Олимпийских игр, чемпион мира.
Куркен дважды участвовал в Олимпийских играх, и на первых своих летних Олимпийских играх 1908 в Лондоне он соревновался в двух командных дисциплинах. В стрельбе из винтовки на 300 метров он стал третьим и из армейской винтовки четвёртым.
На последних своих летних Олимпийских играх 1924 в Париже Куркен стал серебряным призёром в стрельбе из винтовки среди команд и занял шестое место в стрельбе из винтовки лёжа на 600 метров.
Также Куркен становился чемпионом мира в стрельбе из винтовки стоя на 300 метров и девять раз серебряным и четырежды бронзовым призёром прочих соревнований на чемпионатах мира.